# Historische epistemologie

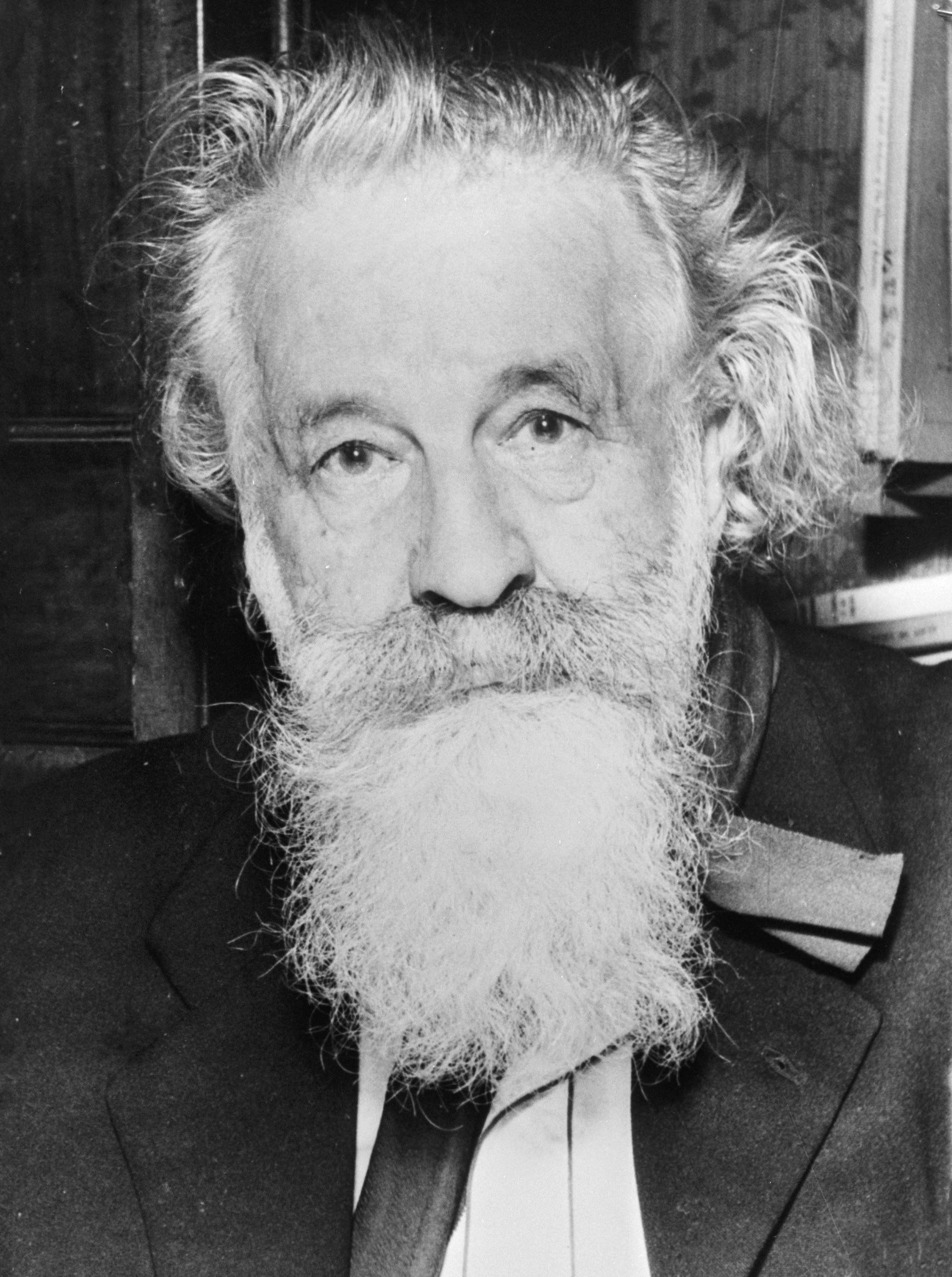
Gaston Bachelard wordt typisch gezien als een vertegenwoordiger van de historische epistemologie.

Historische epistemologie (historical epistemology of épistémologie historique) verwijst naar een stroming in de wetenschapsfilosofie. Hoewel er verscheidene auteurs en projecten onder deze noemer vallen, hebben ze het vertrekpunt gemeen dat filosofische vraagstukken over kennis en wetenschap best vanuit een wetenschapshistorisch oogpunt worden benaderd. Prominente auteurs die met dit label worden gelinkt zijn Gaston Bachelard, Georges Canguilhem en Ludwik Fleck, of recenter Ian Hacking en Hans-Jörg Rheinberger.
In tegenstelling tot andere vormen van wetenschapsfilosofie, zoals die binnen de analytische filosofie toonaangevend zijn, stellen historische epistemologen dat inzicht in het functioneren en zelfs in de evaluatie van wetenschap pas verkregen kan worden vanuit een historisch oogpunt. Zo'n historische invalshoek is nodig omdat het hetzij een realistischer beeld geeft van hoe de wetenschappelijke praktijk er feitelijk aan toegaat, hetzij omdat wetenschap pas haar rationaliteit en functioneren toont doorheen een historisch proces. In die zin is enkel focussen op hedendaagse wetenschap, of één geïsoleerde wetenschappelijke theorie, onvoldoende.

## Geschiedenis
Het begin van de historische epistemologie wordt typisch geplaatst in de vroege 20e-eeuwse Franse filosofie, bij auteurs zoals Gaston Bachelard en Georges Canguilhem. Dit is mede de verklaring waarom men over deze vorm van wetenschapsfilosofie spreekt als een epistemologie, een term die normaal gezien eerder verwijst naar een algemene kennisleer. In Frans filosofisch taalgebruik, echter, verwijst de term épistémologie in eerste plaats naar wetenschapsfilosofie, terwijl er voor de klassieke kennisleer een term zoals gnoséologie gereserveerd werd. Er wordt dan soms ook wel gesproken over Franse epistemologie. Pas in recente decennia worden ook vroegere auteurs buiten Frankrijk, zoals Ludwik Fleck, onder de banner van de historische epistemologie geplaatst.
De term zelf is echter van recentere datum. Hoewel er al bij Abel Rey gesproken wordt over épistémologie historique, wordt de term pas populair na het verschijnen van het proefschrift van Dominique Lecourt, L'épistémologie historique de Gaston Bachelard (1969). Pas vanaf dan is deze term breder gaan verwijzen naar een stijl van filosofen binnen de Franse filosofie, verwijzend naar auteurs zoals Hélène Metzger, Alexandre Koyré, Jean Cavaillès, Georges Canguilhem, Albert Lautman, Jean-Toussaint Desanti, Suzanne Bachelard, Gilles-Gaston Granger, Jules Vuillemin, Jean Ladrière, François Dagognet of Jean Gayon. Bij uitbreiding wordt de term ook gebruikt voor vroegere auteurs zoals Henri Poincaré, Gaston Milhaud, Emile Meyerson, Pierre Duhem, André Lalande en Léon Brunschvicg. De meeste van deze auteurs bezigden de term dus zelf niet noch zagen ze zichzelf als onderdeel van één school.
Lecourt zelf schreef zijn proefschrift onder begeleiding van Canguilhem, die zelf ook mede dit label populariseerde. Canguilhem beschreef echter liever zijn eigen werk als een epistemologische geschiedenis (histoire épistémologie). De ambitie van Lecourt daarentegen was om Bachelards werk te verzoenen met het toen opkomende marxisme van Louis Althusser, die zelf ook al beroep deed op Bachelard, zonder zijn werk systematisch te bespreken. Thema's die aansluiten bij de historische epistemologie zijn dan ook terug te vinden bij Althusser en zijn leerlingen, zoals Etienne Balibar, Pierre Macherey, Alain Badiou en Jacques Rancière. Het is ook kenmerkend voor deze periode dat de historische epistemologie zijn invloed gaat tonen rond thema's die ogenschijnlijk buiten de strikte wetenschapsfilosofie staan, zoals in het werk van Michel Foucault, Michel Serres, Gilles Deleuze, Pierre Bourdieu en Jean-Claude Passeron.
Initieel had de historische epistemologie weinig invloed buiten Frankrijk, hoewel het wel het denken van Thomas Kuhn beïnvloedde. Het is pas sinds de jaren 1980 dat de term ook ingang vond in de Engelstalige wereld, mede doordat ook het werk van Lecourt en Foucault vertaald werd. Auteurs zoals Mary Tiles en Garry Gutting waren vroege voorbeelden van auteurs die op de eigenheid van de historische epistemologie wezen. Tegerlijkertijd kwamen er internationaal ook eigen alternatieve stemmen op, die zich positioneerden ten opzichte van de historische epistemologie, zoals Ian Hacking. Vooral ook aan het  Max-Planck-Institut für Wissenschaftsgeschichte in Berlijn vond de term weerklank, eerst bij Hans-Jörg Rheinberger en later bij Lorraine Daston. Zij combineren historische epistemologie ook met inzichten uit science studies, wetenschapssociologie en wetenschapsgeschiedenis in het algemeen.